# Captura de Jericó

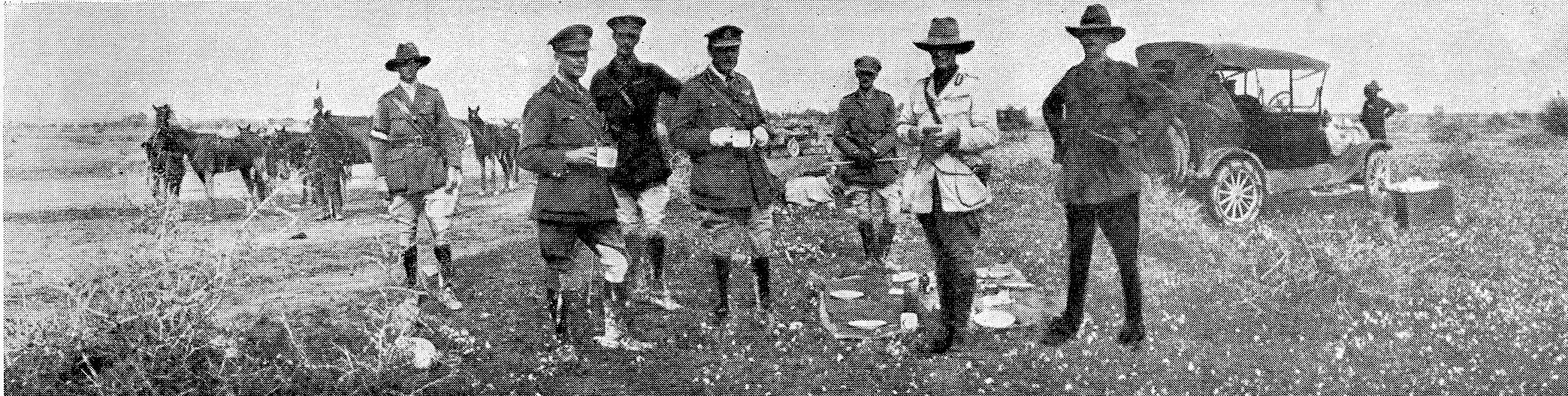
Reunião de café da manhã dos generais Chaytor, Chauvel e Chetwode na manhã da captura de Jericó, 21 de fevereiro de 1918

A captura de Jericó ocorreu entre  dia 19 e 21 de Fevereiro de 1918 a este de Jerusalém, começando com a Ocupação do Vale do Jordão durante a Campanha do Sinai e da Palestina, na Primeira Guerra Mundial. O combate ocorreu numa área que fazia fronteira com a estrada que liga Belém-Nablus a oeste, o rio Jordão a este, a norte de uma linha entre Jerusalém e o Mar Morto. Aqui, as forças do Império Britânico atacaram as posições otomanas, forçando-as a retirar para Jericó e eventualmente para lá do rio Jordão, dando uma vitória táctica aos britânicos ao capturar Jericó.